# Mistrovství Evropy v boxu 2006
XXXVI. mistrovství Evropy v boxu proběhlo v Plovdivu, Bulharsko ve dnech 13. až 23. července 2006. Organizátorem turnaje mistrovství Evropy byla European Amateur Boxing Association (EABA).

## Česká stopa
Šéftrenér reprezentace: Svatopluk Žáček
Na mistrovství Evropy startovalo za Česko 6 boxerů:
- −51 kg: František Fáber (* 1982) z SKP Sever Ústí nad Labem
- −54 kg: Antonín Lazok (* 1986) z SKP Sever Ústí nad Labem
- −60 kg: Martin Halaš (* 1980) z SKP Sever Ústí nad Labem
- −69 kg: Štěpán Horváth (* 1982) z SKP Sever Ústí nad Labem
- −81 kg: Petr Novotný (* 1980) z BC Ostrava
- −91 kg: Lukáš Viktora (* 1984) z BC Julia Tormy Praha/SKP Sever Ústí nad Labem (liga)

## Výsledky
| Muži   | Zlato                  | Stříbro                  | Bronz                    | Bronz                     |
| ------ | ---------------------- | ------------------------ | ------------------------ | ------------------------- |
| –48 kg | Davit Ajrapetjan (RUS) | Alfonso Pinto (ITA)      | Mumin Veli (MKD)         | Ovanes Danieljan (ARM)    |
| –51 kg | Georgij Balakšin (RUS) | Samir Mammadov (AZE)     | Jérôme Thomas (FRA)      | Batmönch Vankejev (BLR)   |
| –54 kg | Ali Alijev (RUS)       | Detelin Dalakliev (BUL)  | Zsolt Bedák (HUN)        | Mirsad Ahmeti (CRO)       |
| –57 kg | Albert Selimov (RUS)   | Šahin Imranov (AZE)      | Stephen Smith (ENG)      | Alexej Šajdullin (BUL)    |
| –60 kg | Alexej Tiščenko (RUS)  | Haračik Džavachjan (ARM) | Vazgen Safarjanc (BLR)   | Oleksandr Kljuško (UKR)   |
| –64 kg | Boris Georgiev (BUL)   | Oleg Komissarov (RUS)    | Gyula Káté (HUN)         | Ionuț Gheorghe (ROU)      |
| –69 kg | Andrej Balanov (RUS)   | Spas Genov (BUL)         | Oleksandr Streckyj (UKR) | Kachaber Džvanija (GEO)   |
| –75 kg | Matvej Korobov (RUS)   | Rahib Bajlarov (AZE)     | Fundo Mhura (SCO)        | Oleksandr Usyk (UKR)      |
| –81 kg | Artur Beterbijev (RUS) | Ismail Sillach (UKR)     | Kenneth Egan (IRL)       | Constantin Bejenaru (ROU) |
| –91 kg | Denys Pojacyka (UKR)   | Roman Romančuk (RUS)     | Alexandr Povernov (GER)  | Elčin Alizada (AZE)       |
| +91 kg | Islam Timurzijev (RUS) | Robert Helenius (FIN)    | Kurban Günebakan (TUR)   | Kubrat Pulev (BUL)        |

## Medailová bilance
V boxu se rozdělilo celkem 11 sad medailí.
| Pořadí | Stát                    |       | Muži    | Muži  | Muži | Celkem |
| Pořadí | Stát                    | Zlato | Stříbro | Bronz |      | Celkem |
| ------ | ----------------------- | ----- | ------- | ----- | ---- | ------ |
| 1.     | Rusko (RUS)             |       | 9       | 2     | 0    | 11     |
| 2.     | Bulharsko (BUL)         |       | 1       | 2     | 2    | 5      |
| 3.     | Ukrajina (UKR)          |       | 1       | 1     | 3    | 5      |
| 4.     | Ázerbájdžán (AZE)       |       | 0       | 3     | 1    | 4      |
| 5.     | Arménie (ARM)           |       | 0       | 1     | 1    | 2      |
| 6.     | Itálie (ITA)            |       | 0       | 1     | 0    | 1      |
| 6.     | Finsko (FIN)            |       | 0       | 1     | 0    | 1      |
| 8.     | Maďarsko (HUN)          |       | 0       | 0     | 2    | 2      |
| 8.     | Bělorusko (BLR)         |       | 0       | 0     | 2    | 2      |
| 8.     | Rumunsko (ROU)          |       | 0       | 0     | 2    | 2      |
| 11.    | Severní Makedonie (MKD) |       | 0       | 0     | 1    | 1      |
| 11.    | Francie (FRA)           |       | 0       | 0     | 1    | 1      |
| 11.    | Anglie (ENG)            |       | 0       | 0     | 1    | 1      |
| 11.    | Irsko (IRL)             |       | 0       | 0     | 1    | 1      |
| 11.    | Skotsko (SCO)           |       | 0       | 0     | 1    | 1      |
| 11.    | Turecko (TUR)           |       | 0       | 0     | 1    | 1      |
| 11.    | Německo (GER)           |       | 0       | 0     | 1    | 1      |
| 11.    | Chorvatsko (CRO)        |       | 0       | 0     | 1    | 1      |
| 11.    | Gruzie (GEO)            |       | 0       | 0     | 1    | 1      |
| Celkem | Celkem                  |       | 11      | 11    | 22   | 44     |